# Jablonec (Pezinok)
Jablonec (bis 1948 slowakisch auch und bis 1927 nur „Halmeš“; deutsch Halmesch, ungarisch Halmos) ist eine Gemeinde im Bratislavský kraj in der Westslowakei.

## Geographie

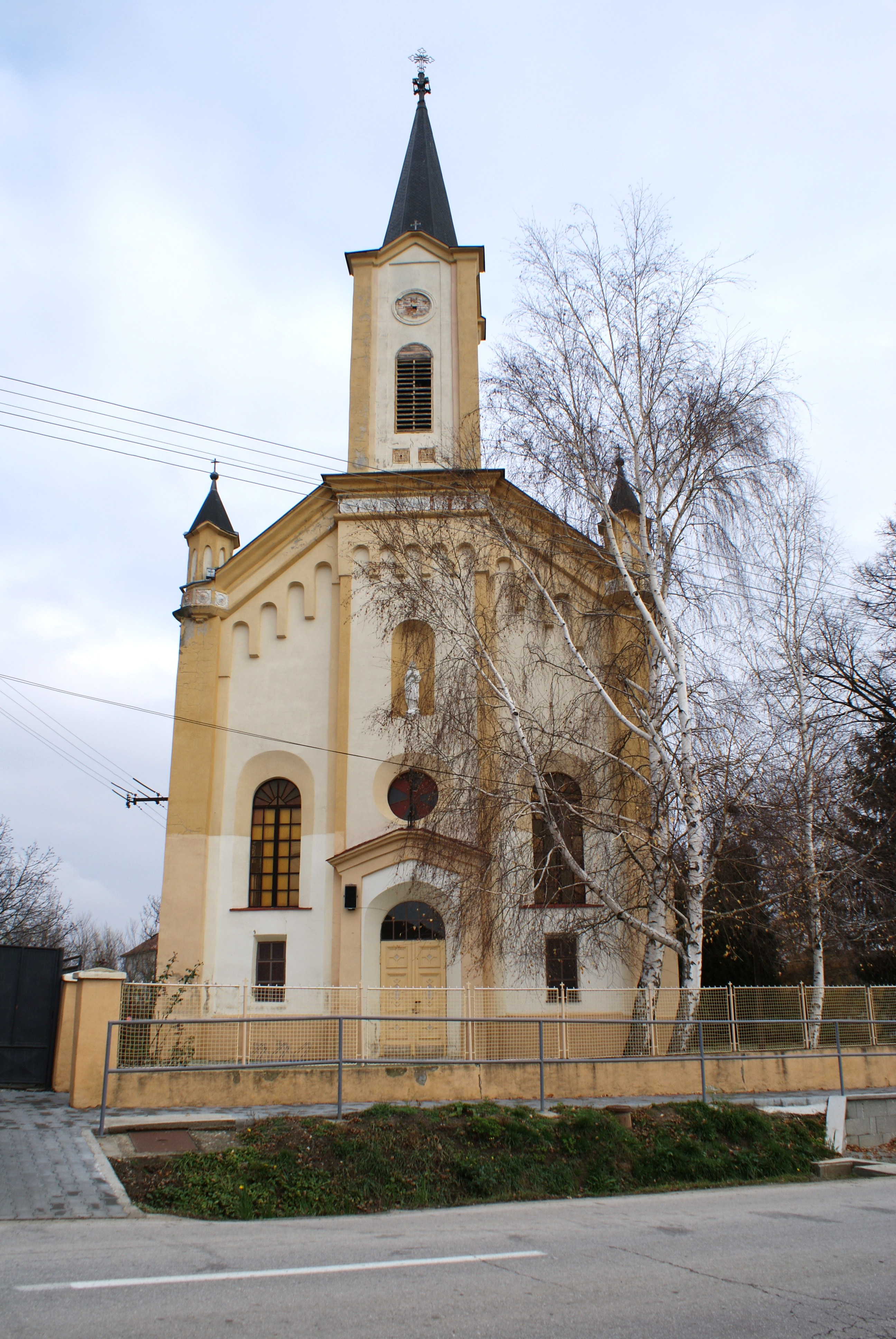
Kirche in Jablonec

Der Ort befindet sich im Donautiefland am Fluss Gidra und liegt zwischen den Gemeinden Budmerice und Cífer (der letztgenannte im Trnavský kraj) und ist etwa 18 Kilometer von Trnava entfernt.

## Geschichte
Der Ort wurde zum ersten Mal 1342 als Zamol erwähnt. Er gehörte zum Herrschaftsgut von Burg Rotenstein.
1948 wird der zu magyarisch klingende Ortsname aus nationalpolitischen Gründen in den slowakisierten Namen Jablonec (slowakisch jabloň = „Apfelbaum“) geändert.

## Bevölkerung
| Jahr                | 1994 | 2004    | 2014     | 2024    |
| ------------------- | ---- | ------- | -------- | ------- |
| Anzahl der Personen | 751  | 826     | 964      | 1042    |
| Unterschied         |      | +9,98 % | +16,70 % | +8,09 % |

| Jahr                | 2023 | 2024    |
| ------------------- | ---- | ------- |
| Anzahl der Personen | 1035 | 1042    |
| Unterschied         |      | +0,67 % |

## Persönlichkeiten
- Vladimír Šatura, Theologe